# Ligne Kibi
La ligne Kibi (吉備線, Kibi-sen) est une ligne ferroviaire de la compagnie JR West, située dans la préfecture d'Okayama au Japon. Elle relie la gare d'Okayama à la gare de Sōja.
Depuis 2016, la ligne est également appelée ligne Momotaro (桃太郎線, Momotarō-sen).

## Histoire
La ligne ouvre dans son intégralité le 15 novembre 1904.

## Caractéristiques

### Ligne
- Longueur : 20,4 km
- Ecartement : 1 067 mm
- Alimentation : non électrifié

### Liste des gares

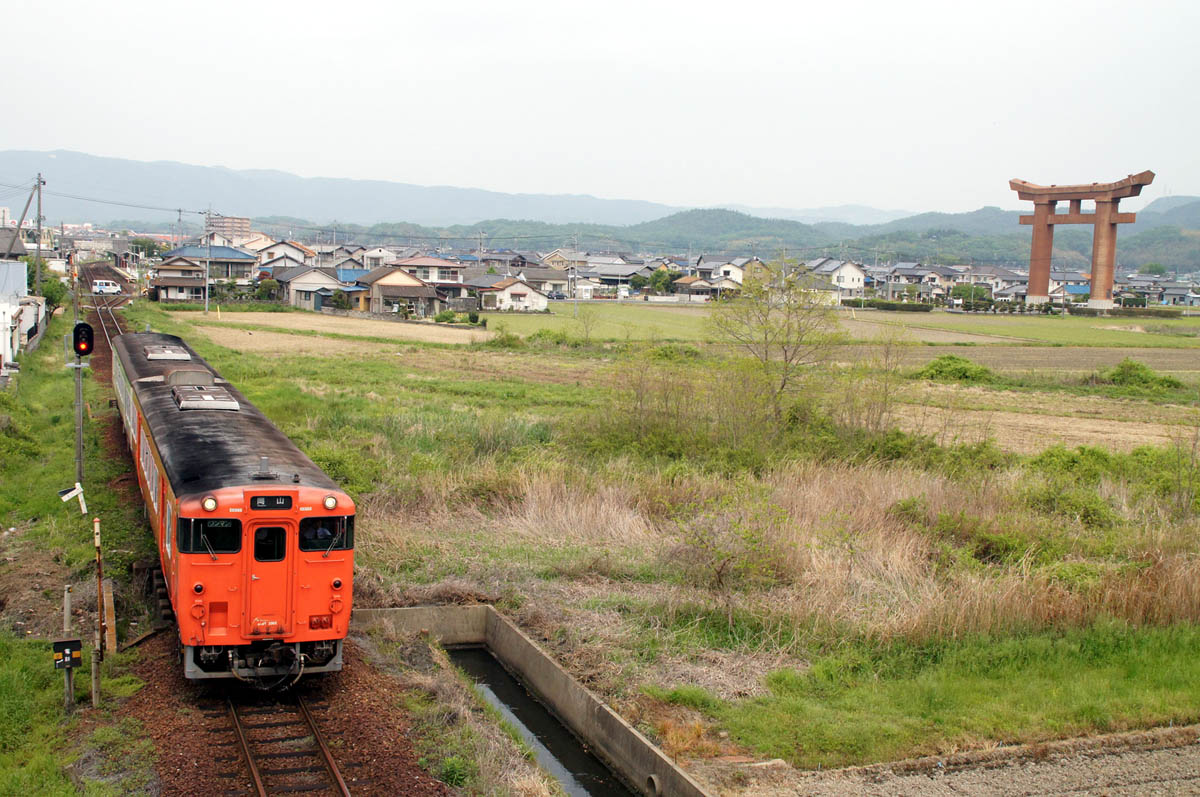
La ligne à proximité du temple Saijō Inari à Okayama

| Numéro | Gare             | Nom japonais | Distance depuis Okayama (km) | Correspondances                                                                | Localisation |
| ------ | ---------------- | ------------ | ---------------------------- | ------------------------------------------------------------------------------ | ------------ |
| JR-U01 | Okayama          | 岡山         | 0                            | JR West : Sanyō Shinkansen, Sanyō, Seto-Ōhashi, Tsuyama, Uno Tramway d'Okayama | Okayama      |
| JR-U02 | Bizen-Mikado     | 備前三門     | 1,9                          |                                                                                | Okayama      |
| JR-U03 | Daianji          | 大安寺       | 3,3                          |                                                                                | Okayama      |
| JR-U04 | Bizen-Ichinomiya | 備前一宮     | 6,5                          |                                                                                | Okayama      |
| JR-U05 | Kibitsu          | 吉備津       | 8,4                          |                                                                                | Okayama      |
| JR-U06 | Bitchū-Takamatsu | 備中高松     | 11,0                         |                                                                                | Okayama      |
| JR-U07 | Ashimori (ja)    | 足守         | 13,4                         |                                                                                | Okayama      |
| JR-U08 | Hattori          | 服部         | 16,2                         |                                                                                | Sōja         |
| JR-U09 | Higashi-Sōja     | 東総社       | 18,8                         |                                                                                | Sōja         |
| JR-U10 | Sōja             | 総社         | 20,4                         | JR West : Hakubi Ibara Railway : Ibara                                         | Sōja         |

## Matériel roulant
La ligne est parcourue par des autorails série KiHa 40 et KiHa 47.

## Projet
En avril 2018, JR West, la municipalité d'Okayama et la municipalité de Sōja ont officiellement annoncé leur accord pour transformer la ligne Kibi en ligne de tramway. Il est notamment prévu l'augmentation de la fréquence, la mise en accessibilité des gares et l'ajout de nouvelles gares.